# Bartsia adenophylla
Bartsia adenophylla är en snyltrotsväxtart som beskrevs av U. Molau. Bartsia adenophylla ingår i släktet svarthösläktet, och familjen snyltrotsväxter. Inga underarter finns listade i Catalogue of Life.